# ER10
O ER10 (também designada de Variante à Estrada Nacional 10) é uma estrada que integra a rede Regional de estradas de Portugal. Ligará a Cova da Piedade ao Parque Industrial do Seixal, mas atualmente a estrada apenas vai da Cova da Piedade até Corroios.
Esta estrada foi proposta no fim dos anos 90 como uma variante à antiga EN10 (pois esta encontra-se desclassificada nesta zona), devido à construção do metro, que iria condicionar a circulação de automóveis. O primeiro troço da ER10 foi inaugurado em 2001, mas os restantes foram suspensos devido à crise económica. Em 2017, a Câmara Municipal do Seixal anunciou que a ER10 iria ser prolongada até à Amora, mas até agora nada avançou. 

## Estado dos troços
| Troço                                    | Situação (2018)                                                                      |
| ---------------------------------------- | ------------------------------------------------------------------------------------ |
| Cova da Piedade - Corroios               | Em serviço (2001)                                                                    |
| Corroios - Amora                         | Troço suspenso devido à crise económica. Previsão de inauguração: 2019               |
| Amora - Paio Pires                       | Troço suspenso devido à suspensão da construção da Ponte Rodoviária Seixal-Barreiro. |
| Paio Pires - Parque Industrial do Seixal | Pendente do início das obras do Lisbon South Bay                                     |